# 大竹真
大竹 真（おおたけ まこと、1971年4月24日 - ）は、BamVoice株式会社代表取締役。血液型はA型、身長170cm。神奈川県横浜市出身。父は山形県長井市出身。
明星大学卒業。日本テレビ系朝のワイドショーのリポーターを25年間務めた。現在はナレーターやMC活動を行うかたわら、PR動画制作事業を行っている。趣味は剣道、キャンプ。幼い頃から習った剣道は公認5段である。

## 担当番組
現在
- プライムオンラインどようび司会
- 通販番組イチオシプレミアム司会
- イベント、婚礼司会

過去
- ルックルックこんにちは
- レッツ!
- ザ!情報ツウ

（以上、日本テレビ系朝のワイドショーリポーター）
- レッツゴー!ライオンズ（リポーター、TBS関東ローカル）
- マガジンスタンド（ナレーション、CSブックTV）

- スッキリ（日本テレビ系朝のワイドショー）　リポーター
- 新日本製薬テレビショッピング　司会
- 日本通販グループ　イチおし!DX　司会
- BSフジ　プライムオンラインSプレゼンター

## 出演

### 映画
- 僕の初恋をキミに捧ぐ（2009年、新城毅彦監督） - 教師 役

### ドラマ
- 新聞記者 第3話（2022年1月13日配信、Netflix） - リポーター 役

### 場内実況
- ベストボディジャパンプロレス - 場内実況アナウンサー

### CM
- オリックス生命 聞いてみまSHOW!（2023年）
  - キュア・サポート・プラス
  - ライズ・サポート・プラス
  - ファインセーブ
- スッキリ（日本テレビ）のスタジオCM
  - SOMPOひまわり生命「Linkx 笑顔を守る認知症保険」　（2018年）
  - 明治「おいしい牛乳」（2018年）
  - KDDI「ピタっと学割」（2018年）
  - メルカリ（2018年）
  - Google（2017年）

（ORICON NEWS CM出演情報）